# جون كلايتون (لاعب كرة قدم)
جون كلايتون (بالإنجليزية: John Clayton)‏ (20 أغسطس 1961 بإلغين في المملكة المتحدة - ) هو مدرب كرة قدم ولاعب كرة قدم بريطاني في مركز الهجوم. لعب مع ديربي كاونتي وفورتونا سيتارد ونادي بليموث أرجايل ونادي بيرنلي ونادي ترانمير روفرز لكرة القدم ونادي تشيسترفيلد ونادي فولندام ونادي بولوفا ‏.

## وصلات خارجية
- جون كلايتون على موقع قاعدة بيانات كرة القدم.إي يو (الإنجليزية)